# Empire of Sin
Empire of Sin est un jeu vidéo de stratégie au tour par tour développé par Romero Games et édité par Paradox Interactive. Il est sorti le 1er décembre 2020 sur Windows, macOS, PlayStation 4, Xbox One et Nintendo Switch.

## Système de jeu
Empire of Sin est un jeu de stratégie avec des combats au tour par tour où le joueur incarne un groupe de malfrats à Chicago durant les années 1920, pendant la prohibition. Le système de jeu est comparé à celui des X-COM.

## Développement
Empire of Sin est annoncé à l'E3 2019 lors de la conférence de Nintendo. Prévu au départ pour le printemps 2020, le jeu est finalement reporté au 1er décembre 2020,.
5 ans après la sortie du jeu, et 4 ans après le dernier DLC, Make it Count,,  le jeu accueille un nouveau DLC, Hunt for Aurora. Hunt for Aurora n'est pas développé par Romero Games, mais par Moonmana.

## Accueil
Empire of Sin reçoit à sa sortie un accueil critique mitigé, avec une note moyenne de 63/100 sur l'agrégateur Metacritic.